# قورباغه زنبق شیپوری
قورباغه زنبق شیپوری (نام علمی: Hyperolius horstockii) نام یک گونه از تیره قورباغه‌های جگن است.